# Thyropygus broelemanni
Thyropygus broelemanni är en mångfotingart som beskrevs av Carl Graf Attems 1897. Thyropygus broelemanni ingår i släktet Thyropygus och familjen Harpagophoridae. Inga underarter finns listade i Catalogue of Life.